# آتن (آلاباما)
آتن شهری در ایالت آلاباما در کشور آمریکا است.

## مکان
با توجه به اطلاعات اداره آمار آمریکا مساحت آن در حدود ۱۰۲٫۱ کیلومترمربع است.

## مردم‌شناسی
با توجه به آمار سال ۲۰۰۰ جمعیت آن ۱۸۹۶۷ نفر، ۷۷۴۲ خانواده در آن ساکن هستند. تعداد ۸۴۴۹ واحد خانه در هر مساحت تقریبی (۸۲٬۹akm²) قرار دارد.
۲۳٬۹٪ درصد از خانواده‌های فرزند زیر ۱۸ سال داشتند که از این تعداد ۵۰٪ درصد زوج بوده و ۱۳٪ درصد زنان بدون شوهر و ۳۳٬۶٪ درصد نیز غیر خانواده بودند.
متوسط درآمد یک خانواده در حدود ۴۴٬۵۴۴ دلار آمریکا است و زنان درآمد متوسط ۳۷٬۱۹۱ دلار آمریکا و مردان درآمد متوسط ۲۲٬۷۴۸ دلار آمریکا به دست می‌آورند.